# Carl-Oskar Bohlin
Carl-Oskar Simon Bohlin (ur. 8 stycznia 1986) – szwedzki polityk, działacz Umiarkowanej Partii Koalicyjnej, parlamentarzysta, od 2022 minister obrony cywilnej.

## Życiorys
Ukończył gimnazjum w Falun, studiował następnie prawo na Uniwersytecie w Uppsali, prowadził własną działalność gospodarczą.
Zaangażował się w działalność Umiarkowanej Partii Koalicyjnej. Kierował jej organizacją młodzieżową w Dalarnie. W wyborach parlamentarnych w 2010 uzyskał mandat deputowanego do Riksdagu. W 2013 został umieszczony na 4. miejscu partyjnej listy kandydatów w wyborach europejskich w 2014. Nie został wybrany do Europarlamentu, w tym samym roku ponownie wszedł w skład Riksdagu, utrzymując mandat także w 2018 i 2022.
W październiku 2022 objął urząd ministra obrony cywilnej w nowo powołanym rządzie Ulfa Kristerssona.